# ویلسون فیلیپس
ویلسون فیلیپس یک گروه آواز پاپ آمریکایی است که در سال ۱۹۸۹ در لس آنجلس تشکیل شد. این گروه متشکل از خواهران کارنی و وندی ویلسون، دختران برایان ویلسون از بیچ بویز، و چاینا فیلیپس، دختر جان و میشل فیلیپس از ماماز اند پاپاز هستند.
اولین آلبوم آن‌ها در سال ۱۹۹۰ بیش از ۱۰ میلیون نسخه در سراسر جهان فروخت و شامل پنج تک‌آهنگ پرطرفدار ایالات متحده بود که چهار تای آن‌ها در لیست ۱۰۰ آهنگ داغ بیلبورد در رتبه ۱۰ قرار گرفتند.